# Club Baloncesto Estudiantes 2018-2019
Questa voce raccoglie le informazioni riguardanti il Club Baloncesto Estudiantes nelle competizioni ufficiali della stagione 2018-2019.

## Stagione
La stagione 2018-2019 del Club Baloncesto Estudiantes è la 63ª nel massimo campionato spagnolo di pallacanestro, la Liga ACB.

## Roster
Aggiornato al 14 ottobre 2024.
| Movistar Estudinates 2018-19 | Movistar Estudinates 2018-19 |
| Giocatori                    | Staff tecnico                |
| ---------------------------- | ---------------------------- |

| N. | Naz.                                                   | Ruolo | Nome               | Anno | Alt.   | Peso   |  |
| -- | ------------------------------------------------------ | ----- | ------------------ | ---- | ------ | ------ |  |
| 00 | Spagna (bandiera)                                      | G     | Adams Sola         | 2000 | 193 cm | 75 kg  |  |
| 3  | Porto Rico (bandiera)                                  | G     | Gian Clavell       | 1993 | 193 cm | 84 kg  |  |
| 5  | Italia (bandiera)                                      | AP    | Alessandro Gentile | 1992 | 201 cm | 101 kg |  |
| 6  | Svezia (bandiera) · Spagna (bandiera)                  | P     | Ludvig Håkanson    | 1996 | 189 cm | 88 kg  |  |
| 8  | Spagna (bandiera)                                      | G     | Darío Brizuela     | 1994 | 188 cm | 75 kg  |  |
| 9  | Spagna (bandiera)                                      | A     | Edgar Vicedo (C)   | 1994 | 203 cm | 100 kg |  |
| 10 | Stati Uniti (bandiera) · Montenegro (bandiera)         | P     | Omar Cook          | 1982 | 186 cm | 86 kg  |  |
| 11 | Rep. Dominicana (bandiera)                             | AP    | Dagoberto Peña     | 1988 | 198 cm | 100 kg |  |
| 12 | Croazia (bandiera)                                     | AC    | Goran Suton        | 1985 | 208 cm | 108 kg |  |
| 17 | Ucraina (bandiera) · Spagna (bandiera)                 | AG    | Andriy Gritsak     | 2000 | 201 cm |        |  |
| 17 | Lituania (bandiera)                                    | PG    | Dovydas Giedraitis | 2000 | 192 cm | 80 kg  |  |
| 17 | Cile (bandiera)                                        | P     | Nacho Varela       | 2000 | 187 cm |        |  |
| 18 | Spagna (bandiera)                                      | G     | Alex Tamayo        | 2000 | 194 cm |        |  |
| 20 | Ungheria (bandiera)                                    | G     | Zoltán Perl        | 1995 | 195 cm | 85 kg  |  |
| 21 | Serbia (bandiera)                                      | C     | Nikola Janković    | 1994 | 206 cm | 111 kg |  |
| 22 | Stati Uniti (bandiera) · Azerbaigian (bandiera)        | AG    | Nik Caner-Medley   | 1983 | 203 cm | 106 kg |  |
| 32 | Stati Uniti (bandiera) · Macedonia del Nord (bandiera) | C     | Shayne Whittington | 1991 | 208 cm | 111 kg |  |
| 37 | Grecia (bandiera)                                      | AC    | Fōtīs Lampropoulos | 1983 | 206 cm | 104 kg |  |
| 77 | Spagna (bandiera)                                      | C     | Víctor Arteaga     | 1992 | 213 cm | 109 kg |  |
| 88 | Rep. del Congo (bandiera)                              | AG    | Junior Etou        | 1994 | 203 cm | 109 kg |  |
| -  | Bulgaria (bandiera)                                    | C     | Emil Stoilov       | 2002 | 208 cm |        |  |

| Allenatore                                                                                          |
| - Josep Maria Berrocal                                                                              |
| Assistente/i                                                                                        |
| - Daniel Gómez - Antonio Pérez - Javier Zamora Legenda - (C) Capitano - (IN) Inattivo - Infortunato |

## Mercato

### Sessione estiva
| Acquisti | Acquisti        | Acquisti          | Acquisti   | Acquisti |
| R.a      | Nome            | da                | Modalità   |          |
| -------- | --------------- | ----------------- | ---------- | -------- |
| G        | Gian Clavell    | Sakarya           | svincolato |          |
| G        | Zoltán Perl     | Falco Szombathely | svincolato |          |
| C        | Nikola Janković | Sakarya           | svincolato |          |

| Cessioni | Cessioni             | Cessioni     | Cessioni       | Cessioni |
| R.       | Nome                 | a            | Modalità       |          |
| -------- | -------------------- | ------------ | -------------- | -------- |
| P        | Aleksandar Cvetković | Breogán      | fine contratto |          |
| AP       | Sylven Landesberg    | Türk Telekom | fine contratto |          |
| AG       | Sitapha Savané       |              | ritirato       |          |
| C        | Alec Brown           | Breogán      | fine contratto |          |

### Dopo l'inizio della stagione
| Acquisti | Acquisti           | Acquisti   | Acquisti         | Acquisti   |
| R.       | Nome               | da         | Data             | Modalità   |
| -------- | ------------------ | ---------- | ---------------- | ---------- |
| AP       | Alessandro Gentile | Free agent | 30 ottobre 2018  | svincolato |
| C        | Shayne Whittington | Andorra    | 27 dicembre 2018 | svincolato |
| AG       | Fōtīs Lampropoulos | Malvín     | 21 gennaio 2019  | svincolato |
| AG       | Junior Etou        | Sakarya    | 5 aprile 2019    | svincolato |

| Cessioni | Cessioni        | Cessioni          | Cessioni         | Cessioni    |
| R.       | Nome            | a                 | Data             | Modalità    |
| -------- | --------------- | ----------------- | ---------------- | ----------- |
| AP       | Dagoberto Peña  | Pieno žvaigždės   | 9 novembre 2018  | rescissione |
| C        | Nikola Janković | Partizan          | 31 dicembre 2018 | rescissione |
| G        | Zoltán Perl     | Falco Szombathely | 18 gennaio 2019  | definitivo  |